# Spațiu lingvistic
În lingvistică, spațiul lingvistic este o regiune geografică în care se vorbește o limbă maternă comună cu varietățile ei dialectale sau o familie de limbi.